# آستین ۱۲/۴

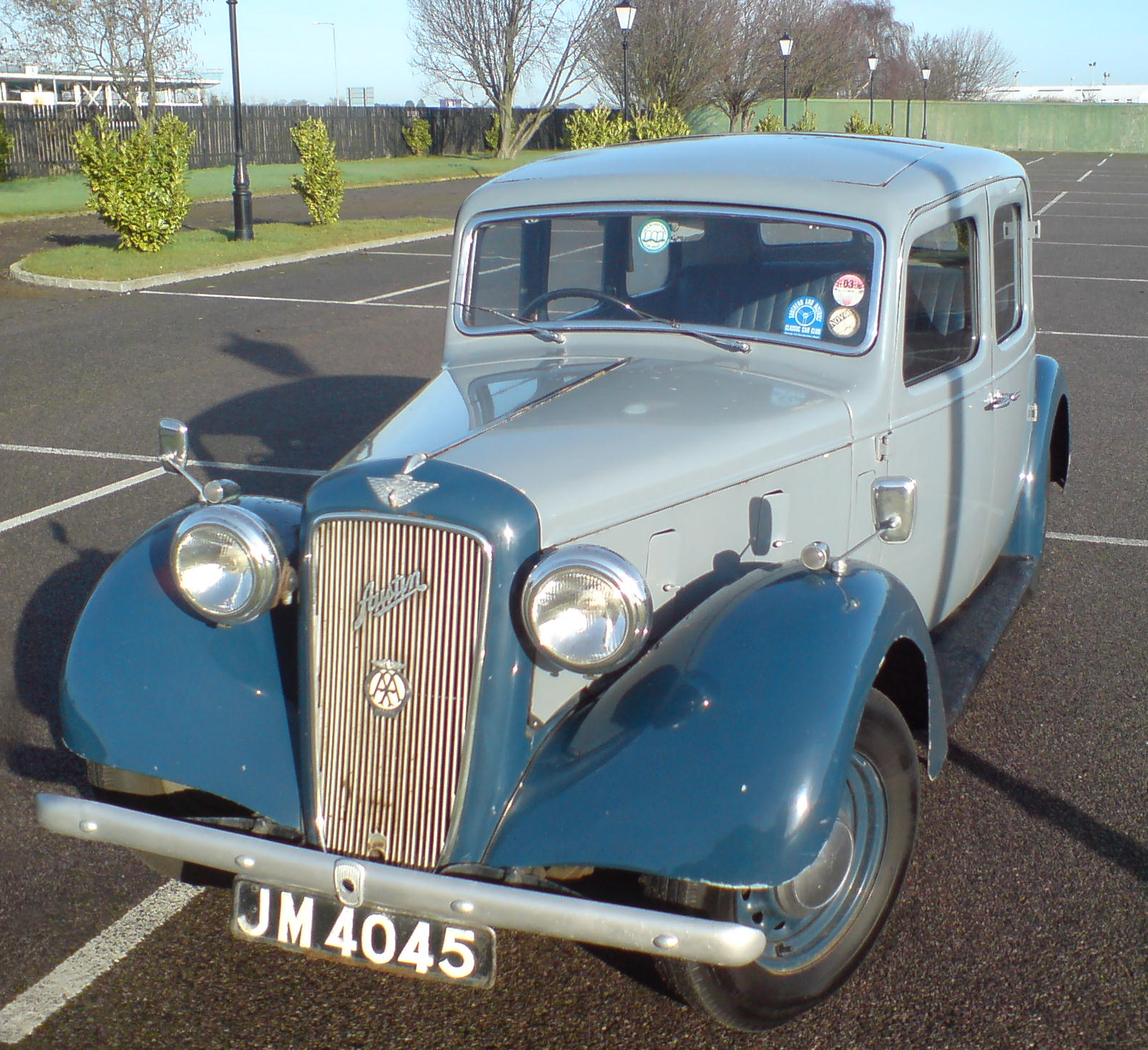

آستین ۱۲/۴ (Austin 12/4) خودرویی است که در سال‌های ۱۹۳۳–۱۹۳۹۷۱٬۶۵۴ produced تولید شده‌است. طول آن در حالت طبیعی ۱۵۴ اینچ (۳٬۹۰۰ میلیمتر) و عرض آن در حالت طبیعی ۶۰ اینچ (۱٬۵۰۰ میلیمتر) است.
موتور آن ۱۵۲۵ سی‌سی است.

## نگارخانه

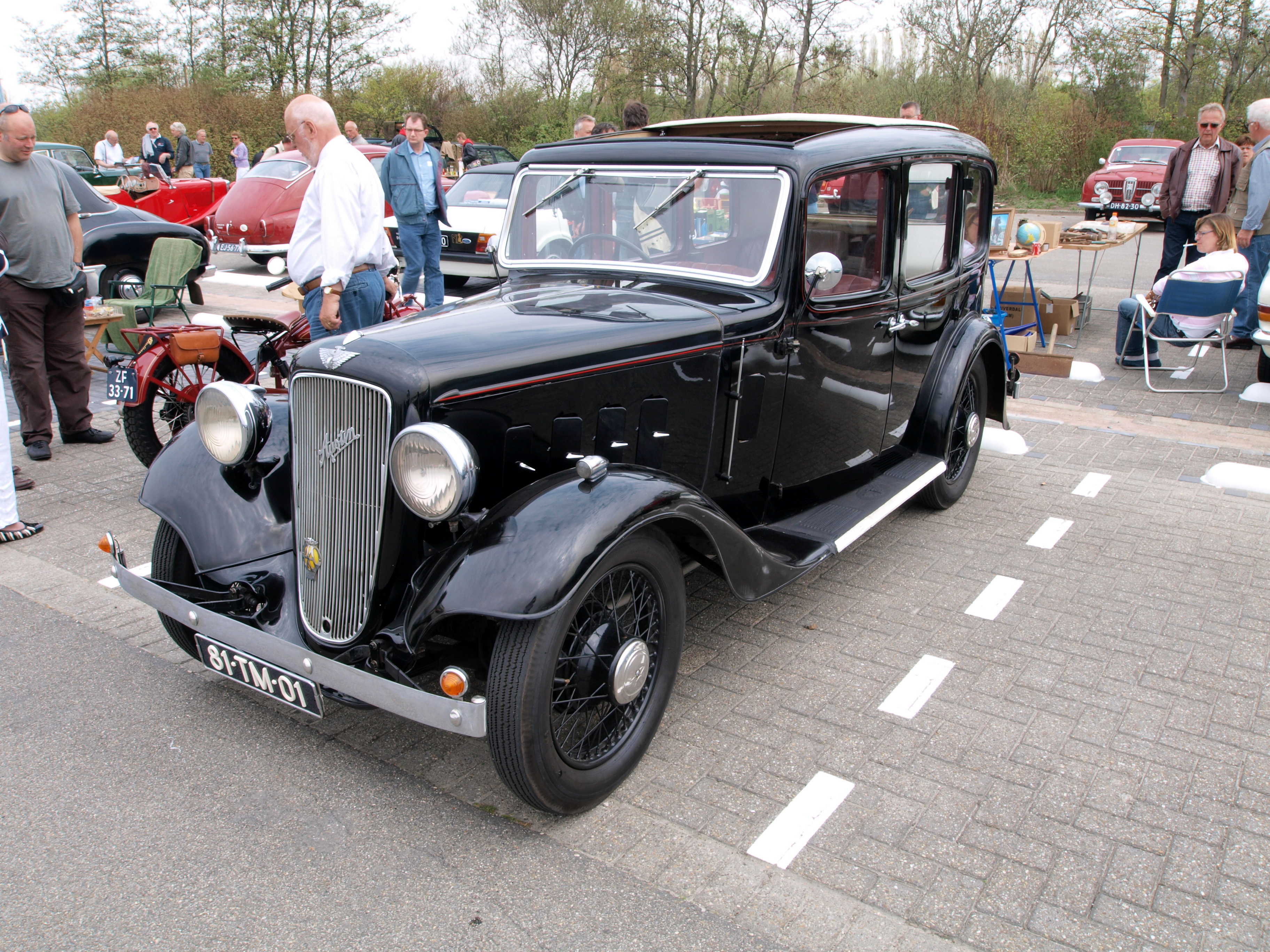
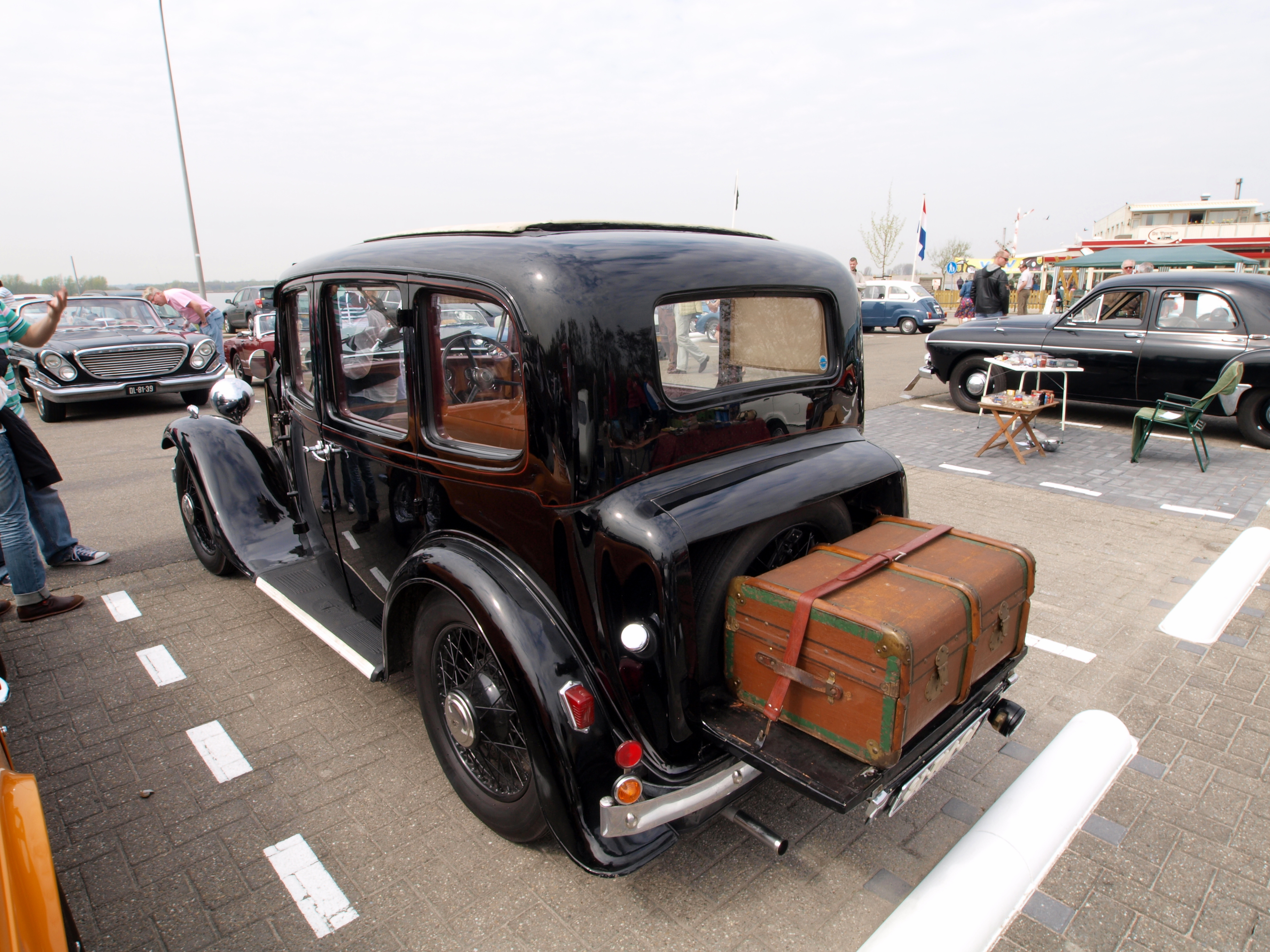
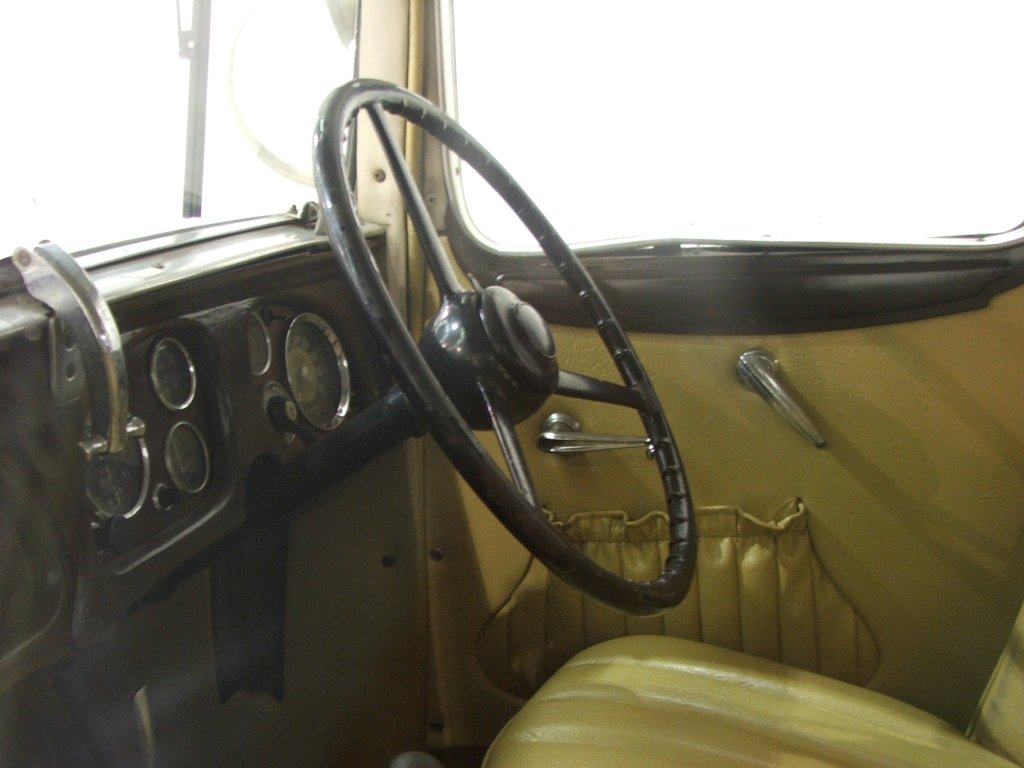